# Remember11: The age of infinity
(Dal filmato introduttivo)
Remember11 -the age of infinity- (リメンバー・イレブンジ・エイジ・オブ・インフィニティ?, Rimenbā irebunji -eiji obu infiniti-) è una visual novel giapponese prodotta dalla KID, originariamente pubblicata il 18 marzo 2004 per PlayStation 2. Una versione per Windows fu pubblicata nel pacchetto Infinity Plus il 4 aprile 2008, mentre una per PlayStation Portable è stata pubblicata il 16 aprile 2009.
Remember11 è parte della serie  Infinity della KID. Gli altri titoli della serie sono Never7 -the end of infinity-, 12Riven -the Ψcliminal of integral- ed Ever17 -the out of infinity- , e Code_18 che prendono tutti luogo nello stesso universo. In Giappone è stato pubblicato per Windows e Playstation 2 il pacchetto Infinity Plus, contenente tutti e quattro i titoli della serie.
Una patch per tradurre il gioco in inglese è stata pubblicata da TL Wiki l'11 ottobre 2010, una seconda patch, di nome "Gestalt Edition", per migliorare la traduzione in inglese e rimuovere bug è stata pubblicata su Reddit il 3 dicembre 2020.

## Modalità di gioco
Come la maggior parte delle visual novel, la giocabilità Remember11 consiste nel leggere il testo accompagnato dalle immagini dei personaggi e da fondali fissi, effettuando alcune scelte che andranno a influenzare la storia. Sebbene la maggior parte delle scelte influenzi solo in minima parte i dialoghi, alcune sono fondamentali per determinare se il gioco termina con un "Bad End", o continui verso il finale. Alcune scelte si ripercuotono sui dialoghi anche molto avanti con la storia, sebbene con funzioni di puro contorno. Ad esempio una scelta effettuata all'inizio del percorso di Konoko, può influenzare quello che le dirà Satoru nell'epilogo del gioco.
A differenza degli altri titoli della serie e della maggioranza delle visual novel, la trama e le diramazioni della storia di Remember11 non si focalizzano su un'eroina in particolare, ma coinvolgono tutti i personaggi.
Kokoro e Satoru sono i due personaggi principali che il giocatore può controllare e dal cui punto di vista vive la storia, ma prima di accedere al percorso di Satoru, bisogna completare quello di Kokoro. Il gioco possiede un totale di 30 "Bad End" che riguardano entrambi i protagonisti, più un "Good End" per ognuno ed un epilogo.
La patch "Gestalt Edition" aggiunge un'ulteriore modalità di gioco che permette di seguire un "corpo" dei due protagonisti anziché il loro punto di vista.
Remember11 possiede anche una funzione di "skip" che permette al giocatore di saltare qualsiasi testo abbia già letto o di saltare i dialoghi. Viene data anche la possibilità di partire con la storia da un determinato giorno, premesso che lo abbia già completato.

## Trama
È l'11 gennaio 2011. Kokoro, una studentessa di sociologia, è su un volo diretto sull'isola di Rebun, alla struttura SPHIA (Specified Psychiatric Hospital for Isolation and Aegis) per intervistare una ragazza colpevole di omicidi multipli e a cui è stata diagnosticato un disturbo dissociativo dell'identità. Mentre è sopra il monte Akakura, in seguito ad una turbolenza, l'aereo precipita. Kokoro si risveglia in un luogo sconosciuto, che scopre essere SPHIA e, come se non bastasse, è nel corpo di un uomo di nome Yukido Satoru. Poco dopo, si risveglia in una baita sul monte Akakura, dove scopre che solo lei ed altri tre passeggeri del volo sono sopravvissuti allo schianto, ma ora si rifugiati in una baita d'emergenza senza la possibilità di contattare i soccorsi.
Yukido Satoru, cade dalla torre dell'orologio di SPHIA. Si risveglia alla baita sul Monte Akakura, scoprendo di essere nel corpo di una ragazza di nome Kokoro. Poco dopo si risveglia a SPHIA, ma a causa della caduta non ricorda perché si trovi lì. Satoru ricorda però che qualcuno l'ha spinto giù dalla torre e teme che qualcuno voglia ucciderlo.
Ben presto, Kokoro e Satoru si ritrovano nuovamente nel corpo dell'altro e si rendono conto che il fenomeno si ripete. Il mistero non si limita allo scambio di corpi: chi vuole uccidere Satoru? Perché Yuni, un sopravvissuto del volo che è con gli altri alla baita, si trova anche a SPHIA? Come faranno i sopravvissuti del monte Akakura a salvarsi, senza la possibilità di chiamare soccorsi ed una tempesta di neve fuori dalla baita?

## Personaggi

Kokoro e Satoru dal poster promozionale.

Kokoro Fuyukawa (冬川こころ?, Fuyukawa Kokoro) ,  (Seiyū Rika Morinaga)
È una ragazza di 20 anni, al terzo anno della facoltà di sociologia. Insieme a Satoru, è uno dei due protagonisti controllati dal giocatore. Nella psicologia di Carl Gustav Jung è la rappresentazione dell'Anima.
Satoru Yukidoh (優希堂悟?, Yuukidou Satoru) ,  (Seiyū Takehito Koyasu)
Satoru ha 21 anni e dopo la caduta dalla torre dell'orologio, i suoi ricordi sono frammentari. Insieme a Kokoro, è uno dei due protagonisti controllati dal giocatore. È la rappresentazione dell'Animus.
Lin Mayuzumi (黛鈴?, Mayuzumi Rin) ,  (Seiyū Megumi Toyoguchi)
Lin ha 23 anni ed è un'avvocatessa. È uno dei sopravvissuti dell'incidente aereo e sembra conoscere Satoru. È la rappresentazione della Persona.
Seiji Yomogi (黄泉木聖司?, Yomogi Seiji) ,  (Seiyū Masashi Ebara)
È un altro dei sopravvissuti dell'incidente aereo. Ha 35 anni ed è un escursionista di montagna professionista. È la rappresentazione dell'Anziano Uomo Saggio (Old Wise Man).
Kali Utsumi (内海カーリー?, Utsumi Kaarii) ,  (Seiyū Aya Hisakawa)
È una delle persone presenti a SPHIA ed ha 27 anni. Il suo nome ed il colore della sua pelle fanno presupporre che non sia di origine giapponese. È la rappresentazione della Grande Madre (Great Mother).
Hotori Suzukage (涼蔭穂鳥?, Suzukage Hotori) ,  (Seiyū Akane Tomonaga)
Hotori ha 19 anni ed anche lei vive a SPHIA. Kokoro riconosce in lei Inubushi Keiko, la ragazza che stava andando ad intervistare e che soffre di disturbo dissociativo dell'identità. È la rappresentazione dell'Ombra (Shadow).
Yuni Kusuda (楠田ゆに?, Kusuda Yuni) ,  (Seiyū Junko Minagawa)
Yuni è un ragazzino di 11 anni, sopravvissuto all'incidente aereo. Per qualche motivo, si trova anche a SPHIA, e sembra sapere più di quanto dia modo di vedere. È la rappresentazione del Trickster.

## Musiche
La canzone d'apertura originale del gioco per Playstation 2 e il seguente pacchetto Infinity Plus per PC è cantata da KAORI, la stessa della canzone d'apertura di Ever17. La canzone di chiusura, è invece cantata da Junko Minagawa, la seiyū di Yuni.
La versione per Playstation Portable ha invece una nuova sigla di apertura e chiusura, cantate da Ui Miyazaki. Le canzoni sono rispettivamente Uchū no Sutenshiru (宇宙のステンシル?) e Kirenai Naifu (キレナイナイフ?).